# Mokre (powiat chojnicki)
Mokre (kaszub. Mòkré, niem. Mockrau) – wieś w północnej Polsce, położona w województwie pomorskim, w powiecie chojnickim, w gminie Czersk. Wieś wraz z miejscowościami Listewka i Rówki tworzy sołectwo. Na terenie wsi znajduje się kilka obiektów zabytkowych, między innymi karczma i cmentarz ewangelicki. W latach 1918–1945 Mokre było największym ośrodkiem ludności niemieckiej w gminie Czersk oraz gminach sąsiednich.
Według BIP sołectwo Mokre zamieszkuje 291 osób.

## Geografia

### Położenie
Mokre jest wsią sołecką w gminie Czersk (powiat chojnicki, województwo pomorskie). Z punktu widzenia podziału Kondrackiego z 2002 roku na mezoregiony fizycznogeograficzne Mokre znajduje się w mezoregionie Bory Tucholskie.
Wieś znajduje się około 5 km na północ od Czerska i około 30 km na północny wschód od Chojnic.

### Warunki naturalne
Miejscowość znajduje się na południe od rzeki Niechwaszcz. Teren sołectwa Mokre jest lekko pagórkowaty, w pobliżu miejscowości znajduje się teren o rzeźbie typowej dla terenów postglacjalnych, znajduje się wiele obniżeń wytopiskowych. Najwyższy punkt znajduje się 136,4 m n.p.m.
W okolicach Mokrego przeważają bory, głównie bór świeży i mieszany świeży, ale również, bliżej rzeki, bór bagienny oraz wilgotny. Dominują drzewostany sosnowe, z niewielką domieszką brzozy, świerka, buka, dębu i olszy. Według regionalizacji geobotanicznej wieś leży w okręgu Borów Tucholskich (Kraina Pomorski Południowy Pas Przejściowy). Wokół wsi znajdują się duże połacie łąk i pastwisk. W centrum wsi na placu przed kościołem znajdują dwa modrzewie – pomniki przyrody. Mokre leży w centralnej części obszaru specjalnej ochrony ptaków Natura 2000.
Ze względu na brak przemysłu oraz dużą lesistość teren został uznany za stosunkowo bezpieczny pod względem zagrożeń stanu środowiska naturalnego.

## Historia

### Od prehistorii do XIX wieku
Pierwsi osadnicy na terenie Mokrego pojawili się już najprawdopodobniej w czasach neolitu, o czym świadczą znalezione w wykopaliskach na terenie miejscowości kamienne siekierki i toporki.
Pierwsza pisana wzmianka pochodzi z 1330 roku, kiedy to Dietrich von Lichtenhain, komtur tucholski, nadał te ziemie rycerzowi Janowi. Mokre nosiło wówczas nazwę Macker. Wtedy też pojawiła się wzmianka o Czersku (Czirsk) i rzece Niechwaszcz, będącej granicą tych ziem. W XV wieku wieś była osadą rycerską. W połowie XVI wieku wieś należała do Mokierskich.
W 1761 Michał Pawłowski ufundował pierwszą we wsi kaplicę, która w 1766 została odłączona od dworu.

### XIX wiek
W okresie rozbiorów wieś trafiła w ręce pruskie. W XIX wieku Mokre szybko rozwijało się gospodarczo. W drugiej połowie XIX wieku w Mokrem mieszkało 293 mieszkańców; wieś liczyła 53 budynki, w tym 24 mieszkalne. W owym czasie nastąpił napływ osadników niemieckich – szczególnie widoczne jest to w strukturze wyznaniowej wsi. Podczas gdy jeszcze w drugiej połowie XIX wieku dominowali katolicy, kilkadziesiąt lat później, na początku XX wieku, przeważali już ewangelicy. W XIX wieku powstał pierwszy kościół (ewangelicki), lecz do dziś niezachowany.

### 1900-1945
W 1918, po odzyskaniu przez Polskę niepodległości, Mokre znalazło się w jej granicach. Miejscowość leżała w powiecie chojnickim, który był częścią województwa pomorskiego (wówczas ze stolicą w Toruniu). Mimo tego, iż Mokre było w Polsce, w miejscowości do 1945 działało wiele organizacji niemieckich, np. koło Landsbund Weichselgau (Związek Rolników Okręgu Nadwiślańskiego) oraz Jungdeutsche-Partei (Partia Młodoniemiecka).
W 1928 otwarto przedłużoną o odcinek Czersk-Bąk linię kolejową Czersk-Laskowice. Nowa linia przechodziła niedaleko na wschód od miejscowości (przebiegała przez teren sołectwa), jednakże nie wybudowano przystanku w Mokrem.

### Czasy współczesne

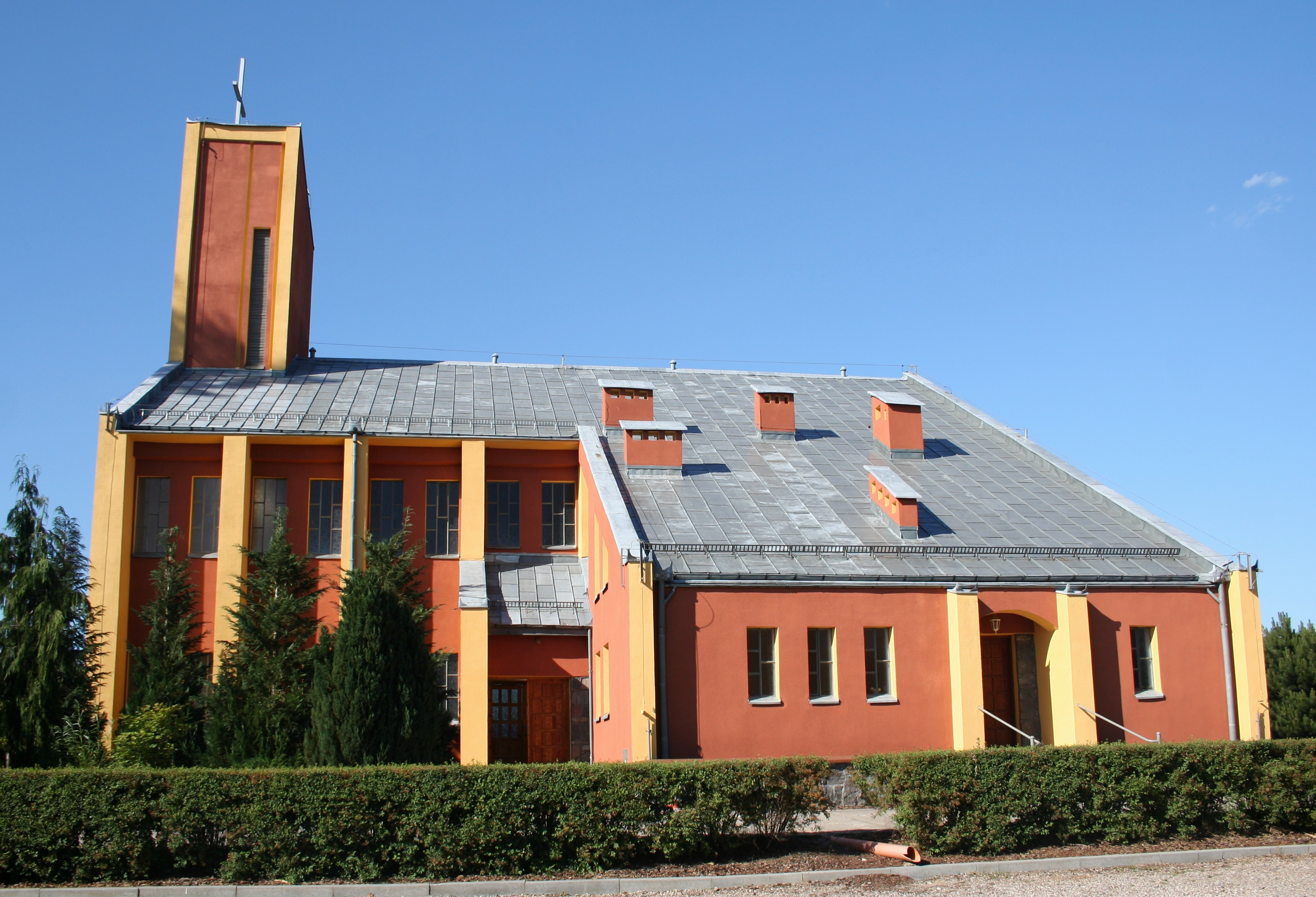
Kościół św Józefa

Po wyzwoleniu wsi przez Armię Czerwoną, Mokre znalazło się wraz z powiatem chojnickim w województwie bydgoskim. 5 września 1946 na terenie wsi podczas akcji oddział Łupaszki wychłostał dwóch działaczy Polskiej Partii Robotniczej. W latach 50. XX wieku, po opuszczeniu miejscowości przez Niemców, rozebrano kościół ewangelicki. Z uzyskanej cegły zbudowano szkoły w Malachinie i Gotelpiu. W 1970 roku powiększono znajdującą się naprzeciw kościoła kaplicę. W latach 70. wybudowano nowy kościół katolicki. Parafia Mokre została powołana w 1976 roku.
W 1999 roku w wyniku reformy administracyjnej Mokre znalazło się ponownie w nowo powołanym powiecie chojnickim, który stał się częścią województwa pomorskiego ze stolicą w Gdańsku. W 2002 roku oddano do użytku wodociąg, do którego podłączono większość gospodarstw. W latach 2009–2010 z inicjatywy miejscowego proboszcza w centrum miejscowości przy głównej ulicy powstał chodnik.
23 lipca 2010 została oddana do użytku po remoncie i przebudowie świetlica. Remont był współfinansowany ze środków Unii Europejskiej w ramach Europejskiego Funduszu Rozwoju Regionalnego.

## Turystyka i zabytki

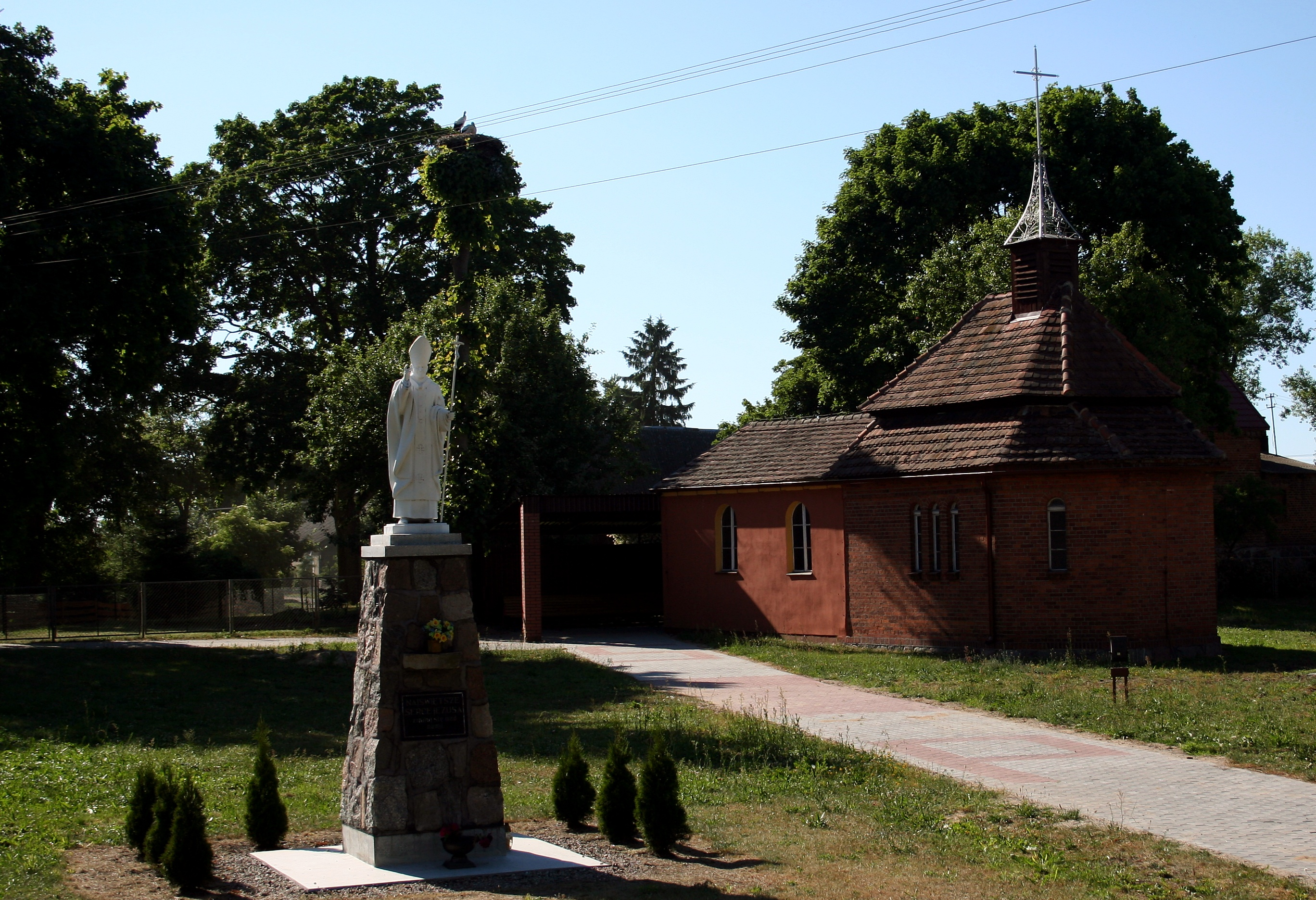
Pomnik Jana Pawła II i kapliczka

Przez Mokre nie przebiega żaden szlak turystyczny.
Na terenie wsi znajdują się następujące obiekty zabytkowe: kaplica św. Józefa,zbudowana w 1761 roku, przebudowana gruntownie w 2 poł. XIX wieku, rozbudowana w 1970 r., dawny cmentarz ewangelicki oraz dawne zabudowania dworskie i karczma z ok. poł. XIX wieku. Zabytki te są w większości zaniedbane (cmentarz) lub mocno przebudowane (kaplica) lub ewentualnie zostały zaadaptowane do innych celów, przez co straciły swój dawny charakter (karczma). We wsi nie ma żadnej bazy noclegowej. Odległość od rzeki, na której są organizowane spływy kajakowe, powoduje, że turyści podczas spływów nie zatrzymują się w Mokrem. Plan odnowy wsi sugeruje możliwość agroturystyki, jednakże ta gałąź turystyki jest już dość mocno rozwinięta w sąsiedniej gminie Karsin, przez co możliwość rozwoju w Mokrem jest niewielka.
Ze względu na słaby potencjał turystyczny miejscowości oraz większy potencjał innych miejscowości w gminie, Mokre nie zostały uwzględnione jako teren turystyczny w Planie Rozwoju Lokalnego Gminy Czersk w 2004.

## Komunikacja

### Komunikacja kolejowa
Przez teren sołectwa przebiega linia kolejowa nr 215. W Mokrem nie ma jednak stacji kolejowej ani przystanku kolejowego – najbliższe znajdują się w Czersku i Karsinie. Linia ta jest obsługiwana w ruchu pasażerskim przez Arrivę RP

### Komunikacja samochodowa i autobusowa
Przez Mokre biegnie droga powiatowa nr 2410G łącząca Wiele i Karsin z Czerskiem. Na terenie wsi znajduje się przystanek autobusowy obsługiwany przez PKS Chojnice i PKS Starogard Gdański, na którym zatrzymują się autobusy do Chojnic, Czerska, Karsina, Osowa, Wiela i Wdzydz Tucholskich.

## Infrastruktura
Na terenie miejscowości znajduje się wyremontowana w 2006 roku remiza strażacka, która pełni również funkcje świetlicy. W 2010 roku budynek ten został przebudowany oraz wyposażony w nowe meble, sprzęt RTV i AGD, by lepiej spełniać rolę świetlicy. Budynek dawnej szkoły podstawowej z 1926 roku. Między szkołą a remizą znajduje się niewymiarowe boisko do piłki nożnej, pozbawione jednak szatni. Urząd Miasta i Gminy Czersk planuje wybudowanie nowego, pełnowymiarowego boiska wraz z niezbędną infrastrukturą towarzyszącą. Ponadto ma również powstać plac zabaw. Planowany termin oddania do użytku tych obiektów to wrzesień 2010.
Od 2002 roku większość gospodarstw jest podłączona do wodociągu, nie ma natomiast kanalizacji. Budowa kanalizacji miała zostać wykonana według PRL gminy Czersk w latach 2005-2006. Główna ulica w Mokrem posiada nawierzchnię asfaltową oraz oświetlenie uliczne.

## Gospodarka
Sołectwo Mokre (Mokre wraz z liczącymi około 40 mieszkańców Rówkami i 5 mieszkańców Listewką) ma charakter rolniczy, jednakże większość terenu sołectwa porastają lasy. Największą część upraw w gminie Czersk stanowią zboża, głównie żyto, poza nim w rośliny okopowe, głównie ziemniaki. Poza rolnictwem na terenie sołectwa w 2009 roku zarejestrowanych było 6 innych podmiotów gospodarczych.

## Sołectwo
W skład sołectwa Mokre wchodzą 3 miejscowości Mokre oraz Listewka i Rówki.